# オペル・ブリッツ

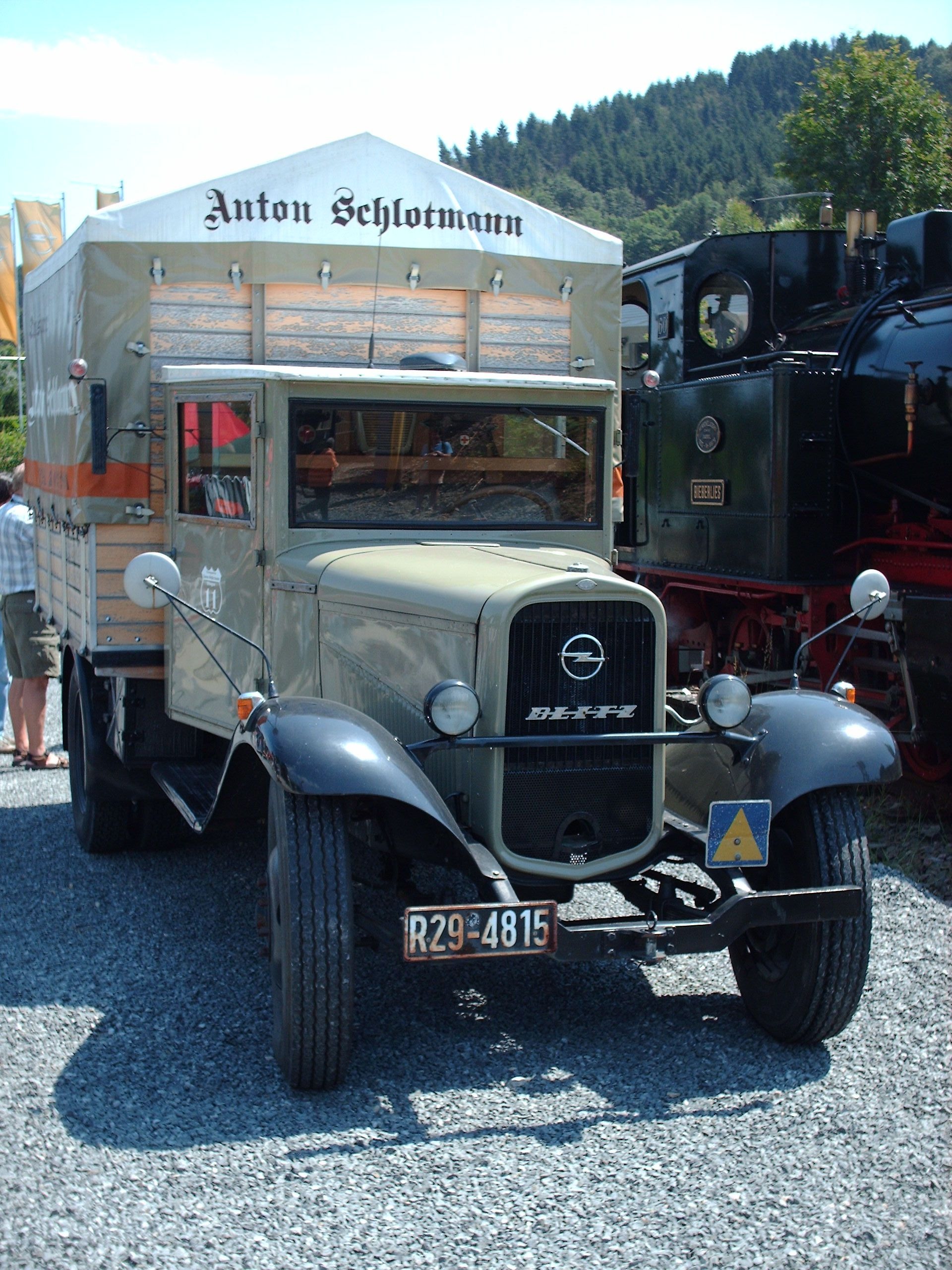
初代ブリッツ

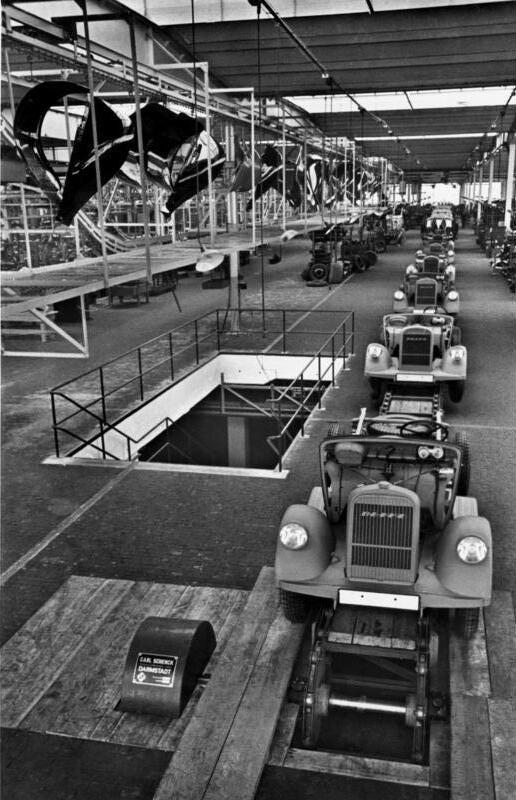
1930年代中期、ブランデンブルク工場でのライン生産でベアシャーシが並ぶ。大量生産体制を早くから整えていた

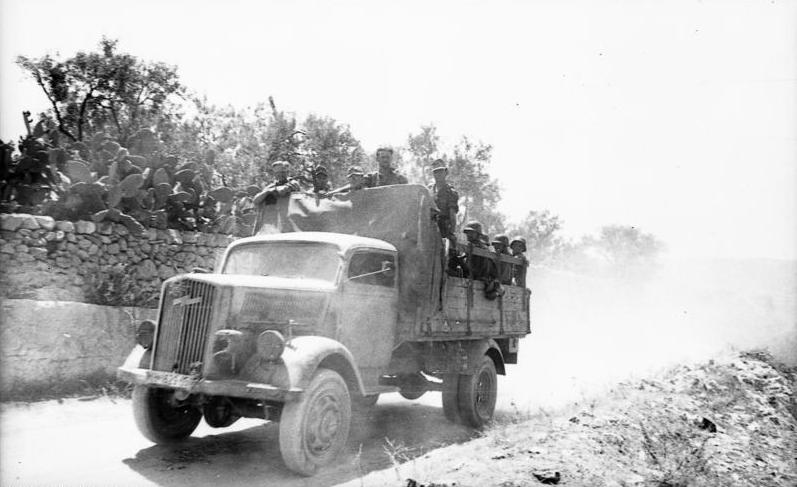
軍用ブリッツ。3トン仕様。ボンネットの高さ、前輪軸のデフケースから、全輪駆動タイプであることがわかる。1944年、イタリアの路上にて。ドイツ軍式の灯火管制カバーをヘッドライトに掛けた、軍用トラックの典型スタイル

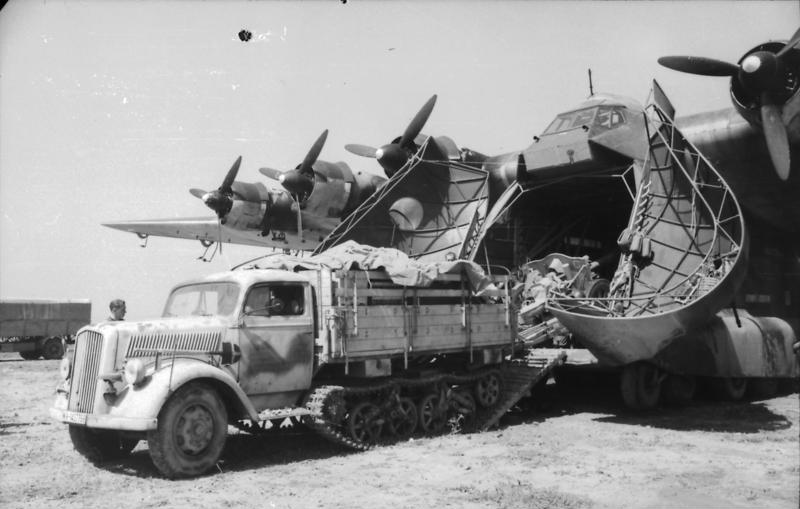
Me 323 ギガントとオペル・マウルティア（ブリッツの派生型ハーフトラック）

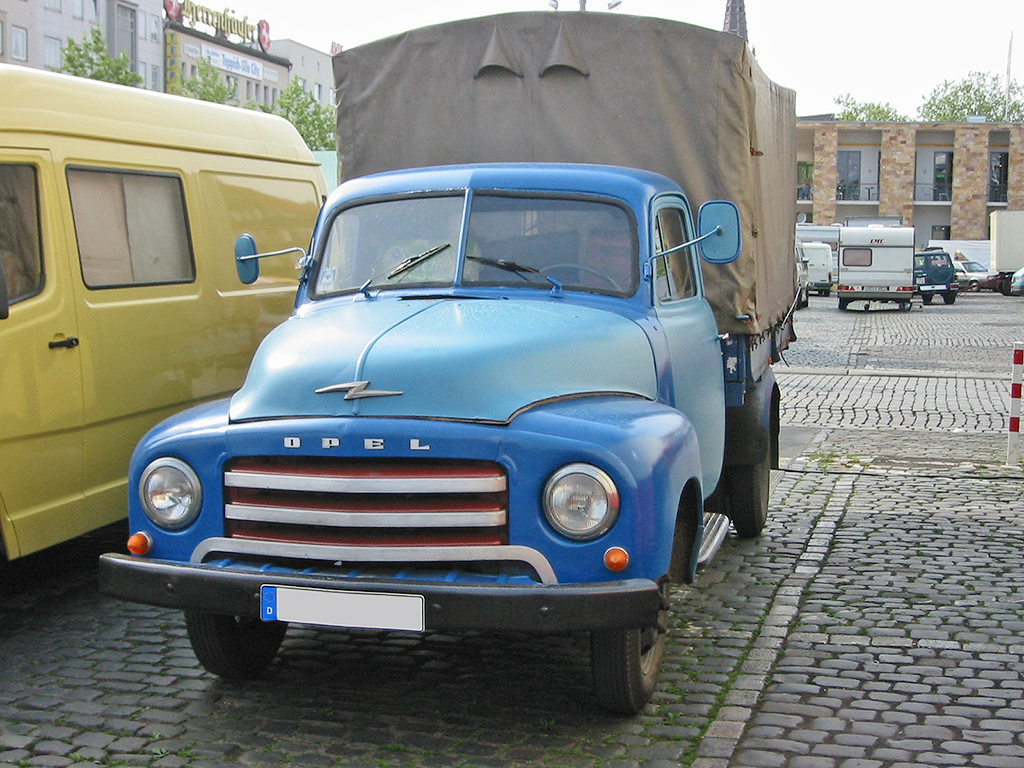
1960年式モデル

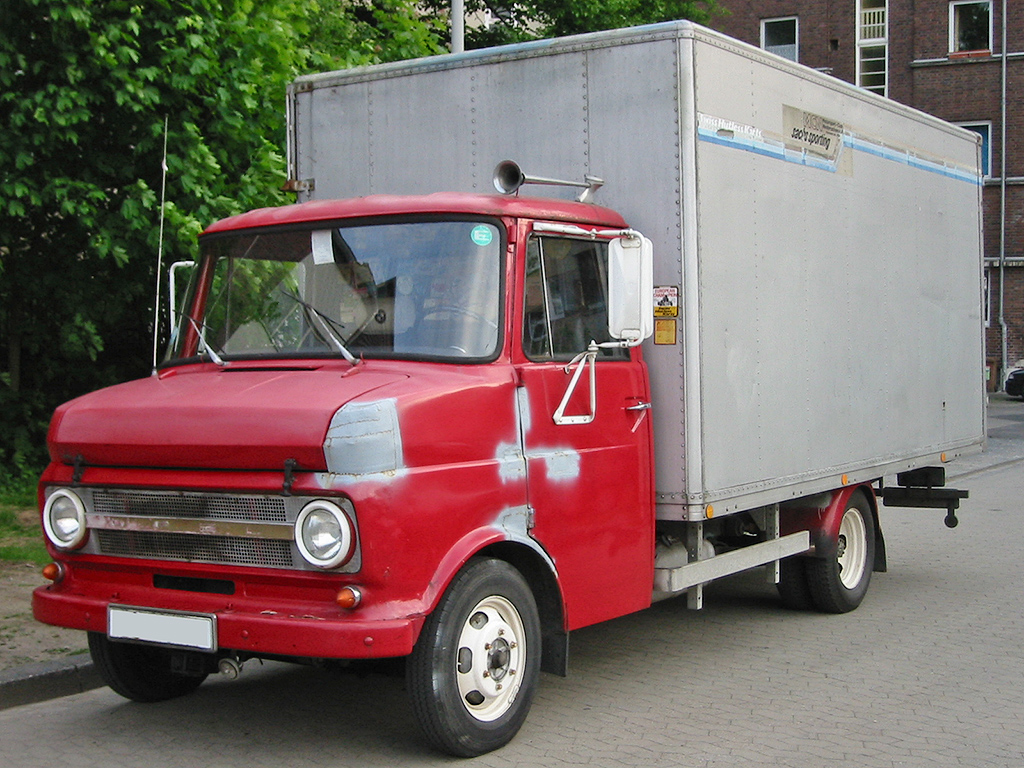
ブリッツB系。1965-1975年式の最終モデル

ブリッツ（Blitz）は、ドイツのオペルが製造していた中型トラックである。1930年-1975年まで製造されていたが、本項では主に1939年から1940年代にかけて生産された軍用トラック型を取り上げる。

## 概要
アダム・オペル社が、アメリカ合衆国資本のゼネラル・モーターズ(GM)傘下に入る（1926年より提携、1929年に完全な傘下入り）のと相前後して発売された中型トラックシリーズである。「ブリッツ」"Blitz"は「雷光」の意で、フロントグリルに雷光を模したエンブレムを添えていた時期もある。

### 第二次世界大戦前から戦時中
1930年にオペル社リュッセスハイム工場で生産を開始、アメリカ流の大量生産技術を用いて、競合メーカー製品より廉価に量産され、オペルの経営を支えると共に、1930年代中期にはドイツ国内の中型トラック市場の覇権を握るに至った。当初のエンジンはGMから設計を供与された、元は1929年の廉価版ビュイック・マルケット用のサイドバルブ・68hpであったが、1937年以降はやはりGM系のシボレーOHVエンジンにルーツを持つ、大型乗用車・アドミラルと共用の3.6L・75hp、およびその縮小版設計である中型乗用車オペル・ズーパー6とその後継車カピテーン用の2.5L・55hpを搭載した。基本はトラック用の高床シャーシであるが、派生型として主にバスボディ架装用の低床シャーシも生産された。
ナチス党政権下で再軍備を開始した当時のドイツでは軍民双方のトラック需要が大きく、オペルは1935年に政府命令でブランデンブルク工場を開設、ここで1944年までに13万台を超えるブリッツトラックおよびそのベアシャシーが生産された（オペル ブランデンブルク工場も参照のこと）。
第二次世界大戦初期の1940年、オペル社はナチス・ドイツ政府の管理下に置かれる。オペルは第二次世界大戦中、ドイツ国内で多数のトラック製造を行っており、特に使いやすいクラスであるブリッツは、ドイツの武装親衛隊・国防軍が軍用トラックとして第二次大戦中にドイツの占領下にあったフランスをはじめ、北アフリカ戦線、ソビエト連邦への戦線での物資と兵士輸送用として運用され、大戦中に総計で100,000両を超える生産が行われた、ドイツを代表する軍用トラックであった。
なお、ブリッツは3トン型中型トラックとも称されるが、これは自重込みの重さなので実際の積載量は1.5トンほどである。駆動方式は通常の後輪駆動であるが全輪駆動型も存在する。
ブランデンブルク工場は1944年8月6日、イギリス空軍の戦略爆撃で大きな被害を受けた。そのため軍需大臣アルベルト・シュペーアの指示で、ダイムラー・ベンツ（現ダイムラー）のマンハイム工場が、自社のメルセデス・ベンツL3000トラックの生産を止め、代わりに標準的なブリッツ3.6Lトラックの生産を受け持つ措置が行われた。ダイムラー・マンハイム工場は2,500台のブリッツを終戦までに生産、更に戦後も占領軍であるソ連軍の指示により「L701」の形式でブリッツ3.6Lを1949年まで生産した。なおドイツにおけるこれらの戦時軍需生産には、強制労働が伴ったことが伝えられている。
西部戦線では連合国軍がブリッツを鹵獲する事例もあり、ドイツ軍側は時には取り残さざるを得ないブリッツのエンジン回りを破壊してから退却したが、ブリッツのOHV6気筒エンジンはGM系列のシボレーおよびGMC車、またGMのイギリス現地法人企業であったヴォクスホール製商用車のベドフォードとの共通性・互換性を多く備え、GMC車やベドフォード車は連合軍側軍用車にも多々使われていたため、鹵獲した連合国軍側はエンジンの破損したブリッツを容易に再生して利用できたという。

### 戦後
終戦後、ドイツでも東部に属したブランデンブルク工場に残存したツール類はソ連に搬出されてしまい、オペルに残った主力工場のリュッセスハイムでも建物の47%は戦災等で破壊、やはりソ連からのツール収奪を受けていた。オペル社は終戦後のGMの後援も受け、リュッセスハイム工場の生産再開に取り組み、1946年7月15日に戦後最初のブリッツ・トラックを送り出した。
1952年に、モデルチェンジで初の戦後タイプのブリッツが開発された。在来型のシャーシを利用しつつ、キャビンをGMC、シボレーなどの戦後型トラック類似にモダナイズしたものである。西ドイツの商用車市場はメルセデス・ベンツやドイツ・フォード、ハノマーグ、ボルクヴァルトなどとの競争が激しかったが、1950年代のブリッツは市場からの支持が厚かった。
1960年に、のち「ブリッツA」と呼ばれるセミキャブオーバー型にモデルチェンジする。このモデルでは同時期のオペル乗用車同様の新型エンジンを搭載するなど刷新が図られ、またセミキャブオーバーの採用で荷台が延長された。しかし、この頃のオペルは西ドイツの民族系メーカーと違ってディーゼルエンジンの投入に消極的であったため、経済性に優れるディーゼルエンジントラックを市場導入した競合他社に後れを取るようになっていった。
1965年には最終型となったブリッツBにモデルチェンジする。当時刷新が進んでいた乗用車シリーズのエンジンと同じく、1.9L・4気筒と2.5L6気筒のガソリンエンジンを低速トルク・経済性重視にデチューンして搭載した。それでもいまだディーゼルエンジンのないことは販売上の大きな弱点となり、1968年にはフランス・プジョー系列のエンジンメーカー・インデノール製のXDP 4.90ディーゼルエンジン（2.1L　プジョー・504にも搭載されたタイプ）を導入、ようやくディーゼル搭載モデルをラインナップに加えた。この措置は遅きに失し、ブリッツクラスの商用車市場におけるオペルのシェアは甚だしく損なわれていたため、1975年にはブリッツ系の後継モデル開発が断念され、生産終了した。

## バリエーション
軍用ボンネットタイプ、架装ボディのバリエーションは多彩であった。
- 3トン仕様 - 荷台が無蓋車の基本形で1939年に生産開始。第二次世界大戦で運用された。後に戦況悪化に伴ってキャブが木製となり、形も単純な箱形に改められた。
- 3トンバン仕様 - 荷台に箱形のハウスを架装。主に指揮・通信車両や、救急車として使われた。4×4駆動の物もある。
- 3トンバス - バスタイプのボディを架装した人員輸送型。内部がトラック型より広いので、指揮・通信車両としても使われた。
- 3トン燃料輸送車（タンクローリー）
- ハーフトラック仕様（マウルティアを参照）

戦後の1950年以降に生産された別形式の物は、ボンネット型ではなくセミキャブオーバータイプとなる。

## 主要諸元
1945年-1949年式
- 全長 - 6,070mm
- 全幅 - 2,265mm
- 全高 - 2,115mm（キャブ高さ）
- ホイールベース - 3,600mm
- 車両重量 - 2,495kg
- 最大積載量 - 3,305kg
- 車両総重量 - 5.800kg
- エンジン
  - 形式 - 水冷直列6気筒OHV ガソリンエンジン
  - 排気量 - 3,626cc
  - 出力 -  73.5馬力（54kW）/3,120rpm
- 電装 - 12V

## 登場作品
ここに登場する物は、全て戦中の軍用トラックタイプである。

### 映画
『大脱走』
捕虜収容所まで捕虜を輸送するドイツ軍のトラックとして登場。独軍車両の塗装がダークイエローではなく（18回脱走未遂を重ねた米第8航空軍所属のヒルツ大尉が捕虜として存在するので、独軍でダークイエロー塗装が標準となった1943年以降が劇中舞台である）、初期のジャーマングレイなのでやや考証に難がある。
『ヒトラー 〜最期の12日間〜』
武装親衛隊のトラックとして登場。

### アニメ
『ソ・ラ・ノ・ヲ・ト』
カルヴァドスの運搬に使用。
『ちっちゃな雪使いシュガー』
ハモンド劇団の専用車。座長以下、役者が荷台に乗って宣伝に使用するほか、モブとして跳ね橋のシーンにも登場。

### ゲーム
『The Saboteur』
ナチス兵士が兵員輸送用として使用。タンクローリー仕様とM2重機関銃搭載仕様が登場する。プレイヤーも運転・所有が可能。
『アドバンスド大戦略 ドイツ電撃作戦』
プレイヤー側が運用可能な輸送用トラック。
『コール オブ デューティシリーズ』
『CoD』
ドイツ軍のトラックとして登場する。
『CoD:UO』
ドイツ軍のトラックとして登場する。
『CoD:FH』
ドイツ軍のトラックとして登場する。
『CoD2』
主にドイツ軍のトラックとして登場するが、一部の車両はイギリス軍の第7機甲師団に鹵獲され、負傷兵の輸送に使用される。
『CoD2:BRO』
『CoD3』
ドイツ軍のトラックとして登場する。
『CoD:WaW』
ドイツ国防軍が使用。幌無し仕様のみが登場する。プレイヤーは運転不可。
『CoD:MW2』
本作品の隠し要素として、Act III「エンドゲーム」にボロボロに風化したドイツ軍の車両が登場する。
『スナイパーエリートV2』
ドイツ国防軍が兵員輸送に使用。主人公カール・フェアバーンの2人目の標的であるギュンター・クレイドルも護衛部隊と共に本車で移動するが、プレイヤーの行動次第では事前に道路脇に仕掛けたダイナマイトを使って本車ごとクレイドルを爆殺することも可能（代わりに護衛部隊の装甲車と交戦する羽目になる）。
『メダル・オブ・オナー 史上最大の作戦』
ドイツ国防軍施設に駐車されている。あるミッションで主人公が爆弾を設置して爆破したり、エンジンに細工をする。兵員輸送タイプとタンクローリータイプの2種類が存在する。